# ويندي جيمس (عالمة الإنسان)
ويندي جيمس (بالإنجليزية: Wendy Rosalind James)‏ هي عالمة الإنسان بريطانية، ولدت في 4 فبراير 1940.